# Gnupen
Gnupen är en sjö i Falu kommun i Dalarna och ingår i Gavleåns huvudavrinningsområde. Sjöns area är 0,036 kvadratkilometer och den är belägen 344 meter över havet.